# Nazim Hüseynov
Nazim Galib ogly Gusejnov (in azero: Nazim Hüseynov; Baku, 2 agosto 1969) è un ex judoka sovietico e azero.

## Palmarès

### Olimpiadi
- 1 medaglia:
  - 1 oro (Barcellona 1992[1] nei 60 kg)

### Mondiali
- 2 medaglie:
  - 1 argento (Hamilton 1993[2] nei 60 kg)
  - 1 bronzo (Barcellona 1991[3] nei 60 kg)

### Europei
- 3 medaglie:
  - 2 ori (Parigi 1992[2] nei 60 kg; Atene 1993[2] nei 60 kg)
  - 1 argento (Gdansk 1994[2] nei 60 kg)